# 水元公園
水元公園（みずもとこうえん）は、東京都葛飾区にある都立公園である。東京23区中で最大規模の公園である。水域面積の多い水郷公園としての特色がある。
「水元公園」は葛飾区の町名でもあり（後述）、公園事務所が水元公園3番2号に所在する。水元公園の敷地は町名としての水元公園のみではなく東金町五丁目、八丁目および埼玉県三郷市にまたがっている。

## 概要・見所
小合溜という準用河川を中心とした水郷公園である。小合溜の対岸は埼玉県三郷市で、埼玉県立みさと公園がある。園内には多種多様な植物が育っていて、特にサクラの咲く季節やハナショウブの咲く季節は花見客などでにぎわう。
また、公園西側の道路、桜堤は園内随一の見どころとなっている。
それ以外の季節でも、季節を問わず週末を中心に余暇を楽しむ訪問客で賑わう。

## 歴史
この地域はもともとは古利根川の河川敷であった。徳川家光の江戸川改修事業により古利根川は廃止されたため、小合村（1889年水元村に合併、1932年に葛飾区に合併）が江戸幕府の許可を得て埋め立てて耕作地として、水を蓄えて小合溜と称して管理してきた。
1940年、紀元2600年事業のひとつとして水元緑地が計画された。1942年までに168haが買収されたが、太平洋戦争により整備が中断。戦後は自作農創設特別措置法によって150haを耕作者に開放した。
1957年、都市計画改訂により水元公園として再発足（建設省告示1689号）し、1959年に用地買収を開始、1964年までに8haを取得、整備の上、1965年4月1日に開園した。
1968年、明治百年記念事業の一環として明治百年記念公園の指定を受ける。1987年にかけて、記念広場と「メタセコイアの森」が順次整備された。

## 将来計画
2000年4月26日、東京都公園審議会は、最後まで整備が遅れていた水産試験場跡地・旧天王免地区および東金町8丁目地区について整備計画を答申した。水産試験場跡地と江戸川を繋ぐ加用水が流れる東金町8丁目地区については、加用水を「水の軸」とした、従来の水元公園の水郷と調和のとれた景観の創出を目指すこととした。
しかし、三郷市が加用水を下水の排水路として使用しており、公園としての整備ができなかったため、東京都は三郷市に対処を要請、これを受けて三郷市は2016年度までに県都境界に地下調整池を建設し、当該調整池から外環道の地下を経由して、大場川まで接続する排水路を整備した。

## 主な施設
- 大芝生広場
- 水生植物園
- 花菖蒲園
- 野外ステージ
- キャンプ広場
- バーベキュー広場
- 冒険広場
- 涼亭（食事処）

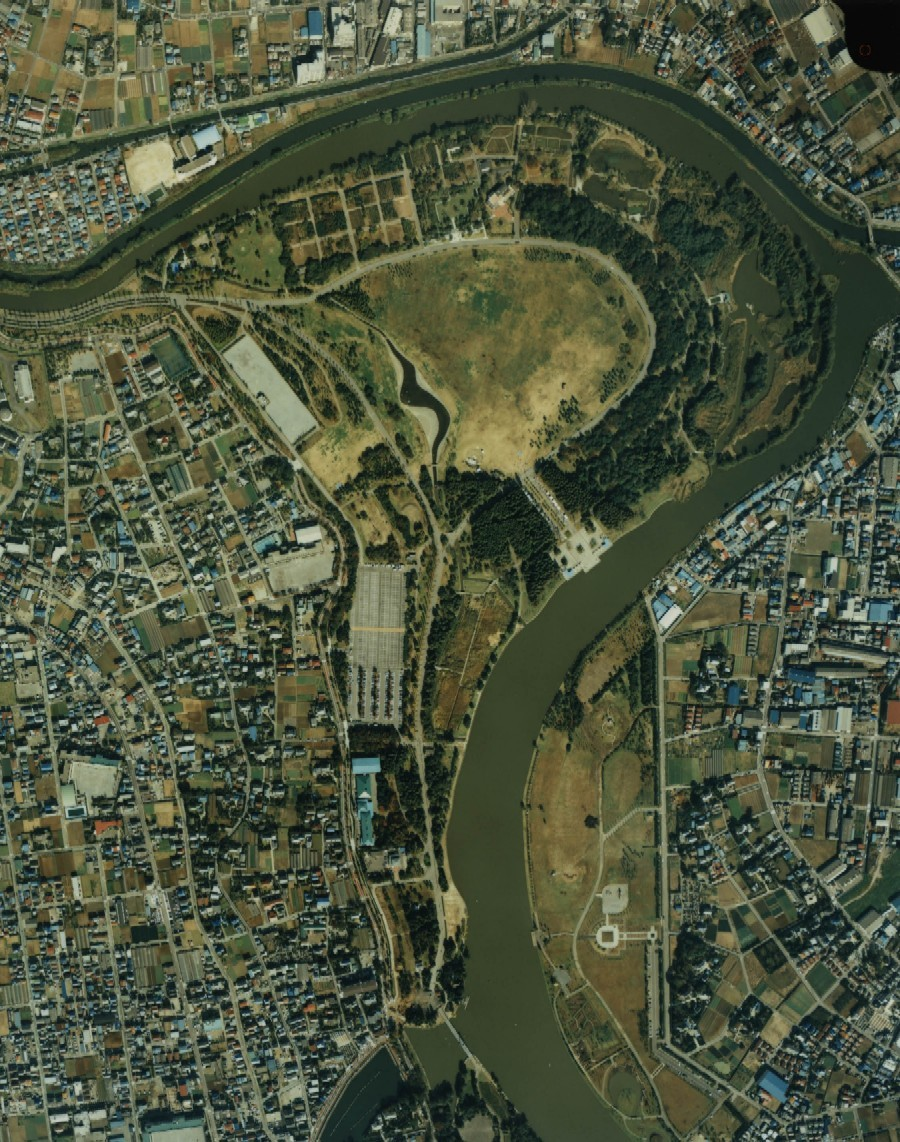
水元公園付近の航空写真。1989年撮影。

- 水元青年の家（2004年3月末に閉鎖。現在は広場になっている。）
- 樹木数：高木 約19,100本

## 防災公園
水元公園は、東京都地域防災計画における防災公園のなかでも「大規模救出救助活動拠点」となっている。そのためヘリポート、災害対応トイレや防災パーゴラ、かまどベンチなども園内の各所に設置されている。

## アクセス

### 鉄道
JR常磐線「金町駅」・京成金町線「京成金町駅」より徒歩20分

### 路線バス
- 京成バス「水元公園」下車 徒歩7分
- 3月から11月の土曜・日曜・祝日には金町駅と水元公園沿いを結ぶ「水元公園循環バス ファミリーシャトル」が運行される。

### 駐車場
- 駐車料金：1時間まで200円 以後30分毎に100円（普通車）
- 営業時間：24時間
- 駐車台数：1170台[7]

## ギャラリー

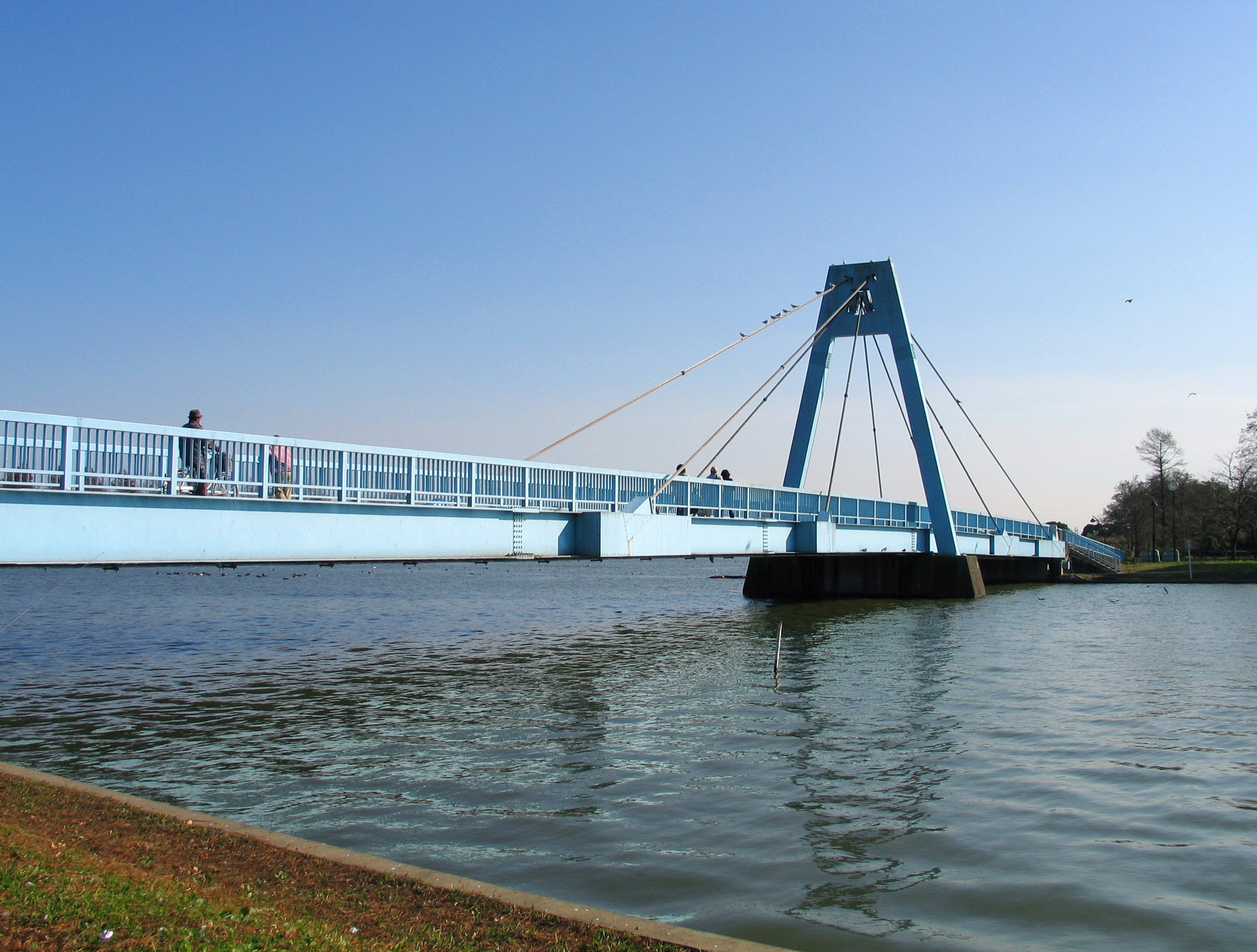
水元大橋
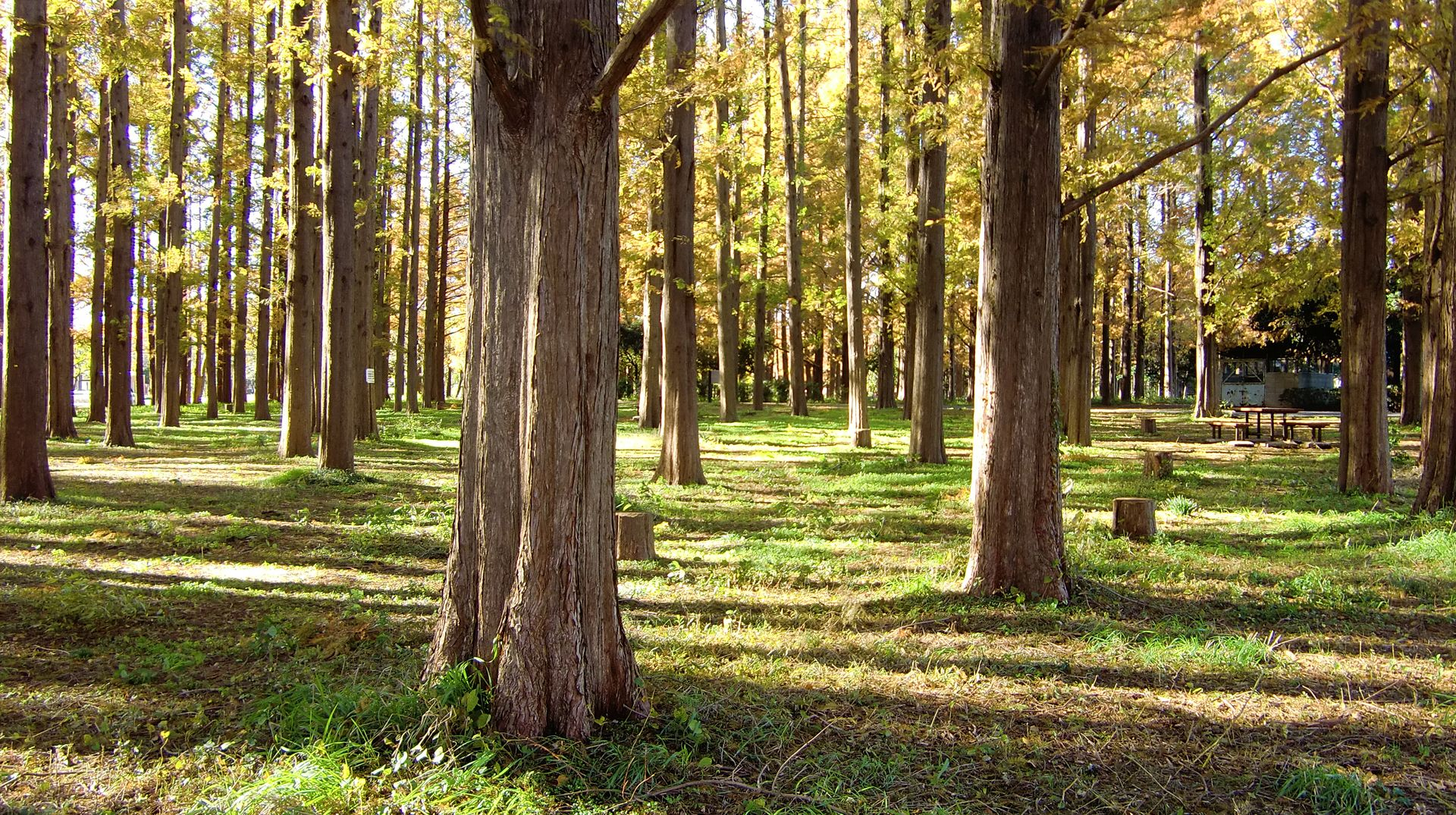
メタセコイアの森
- 水元公園内
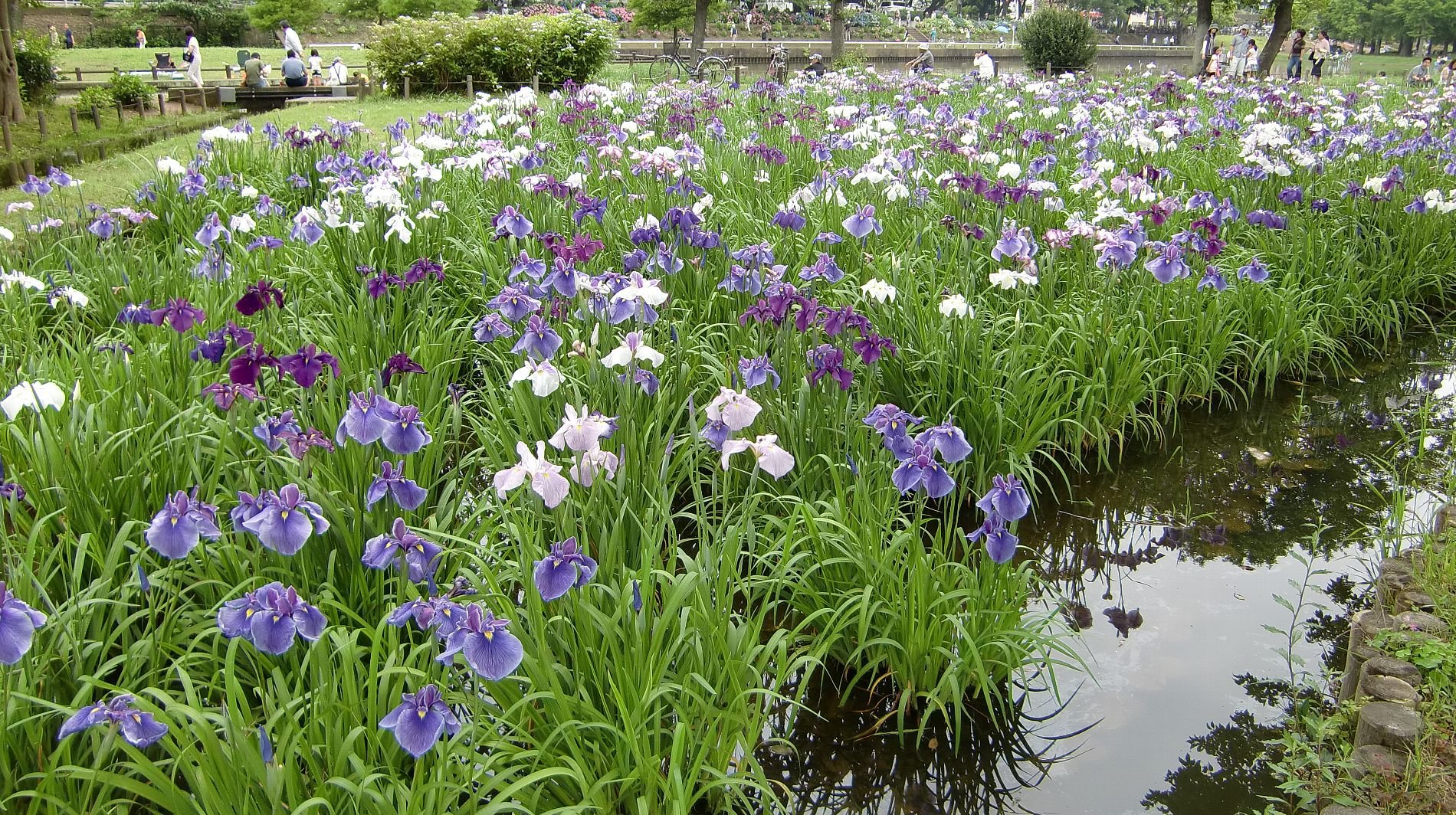
花菖蒲
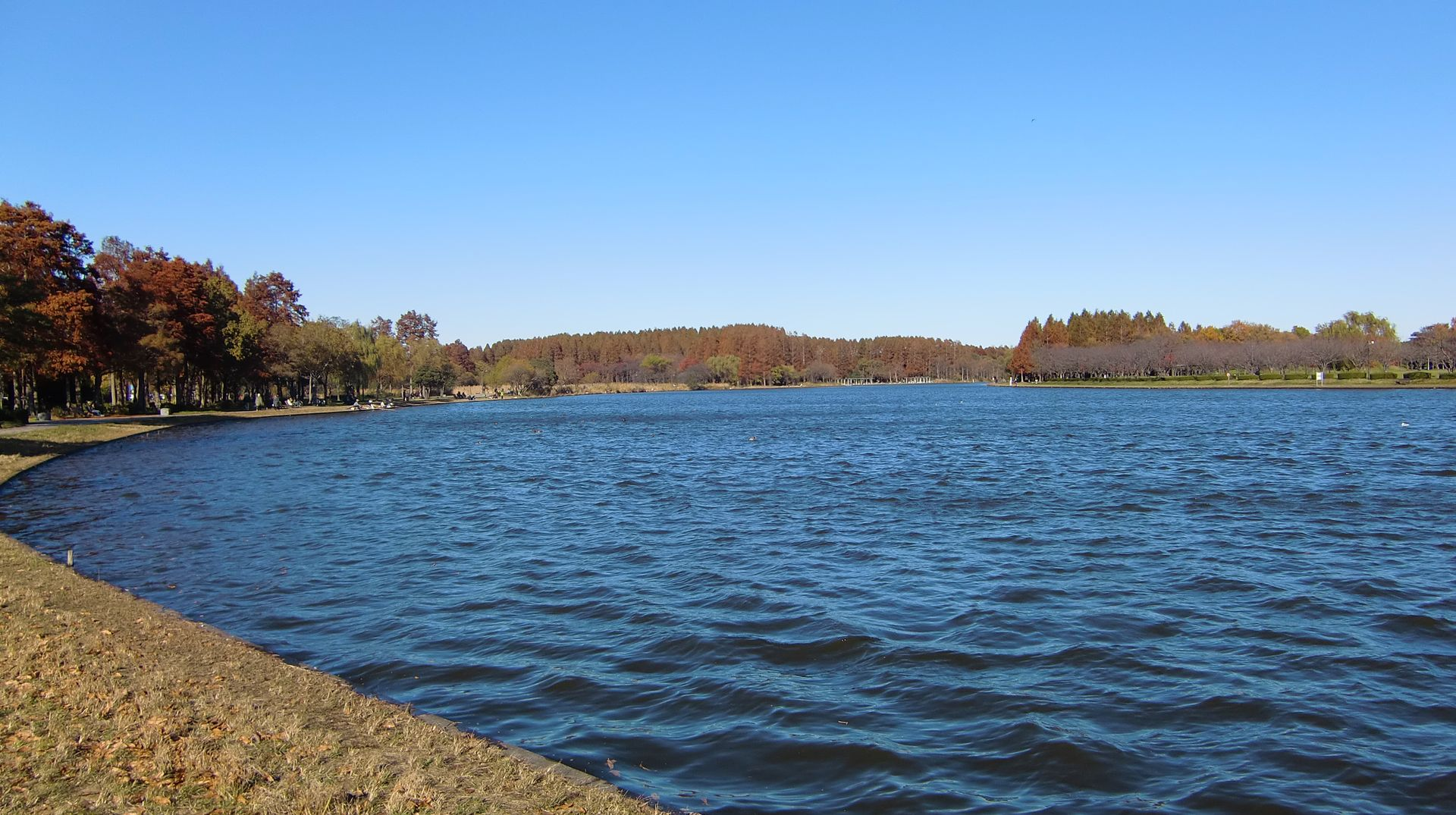
大場川に繋がる小合溜
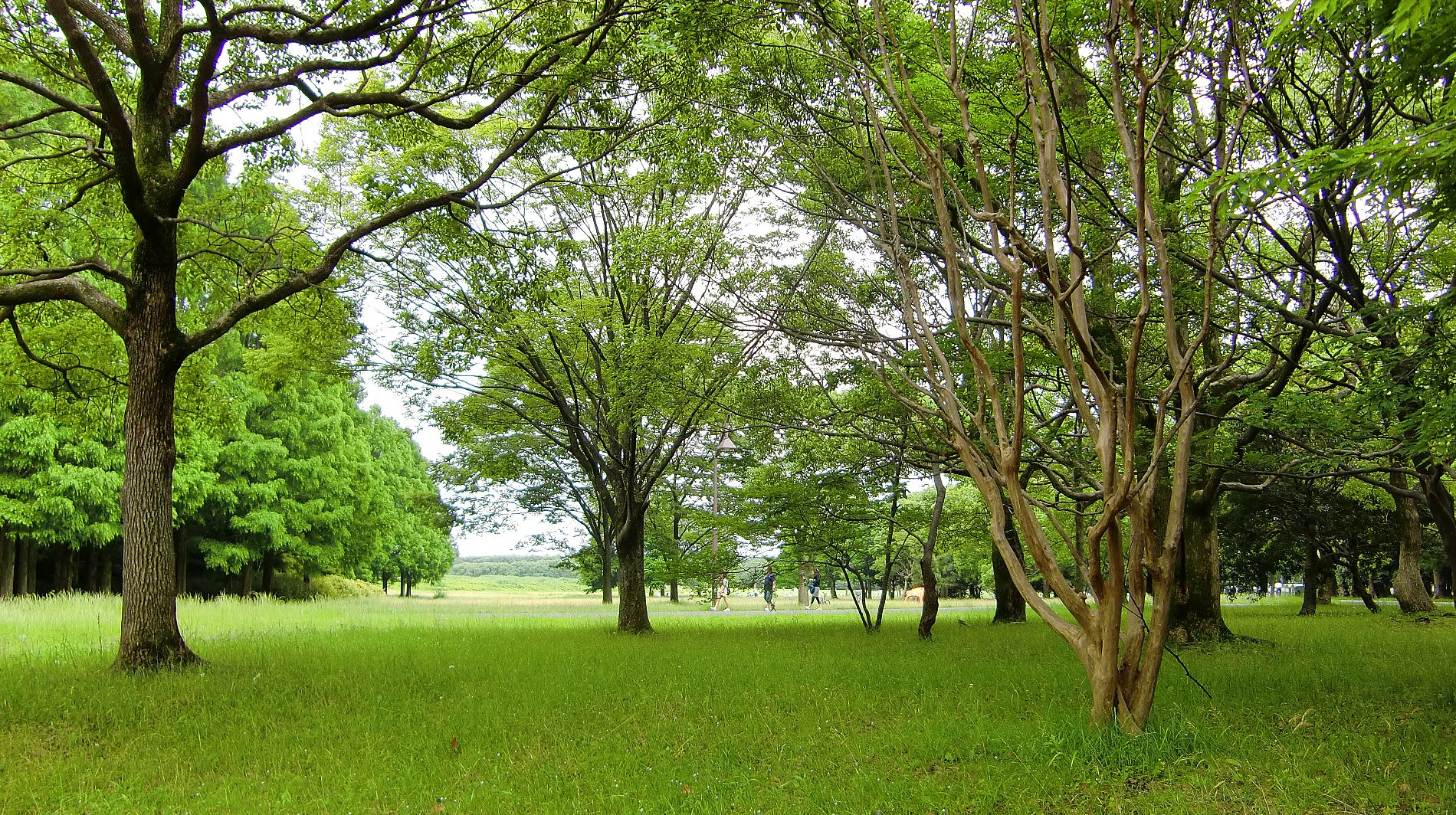
緑地
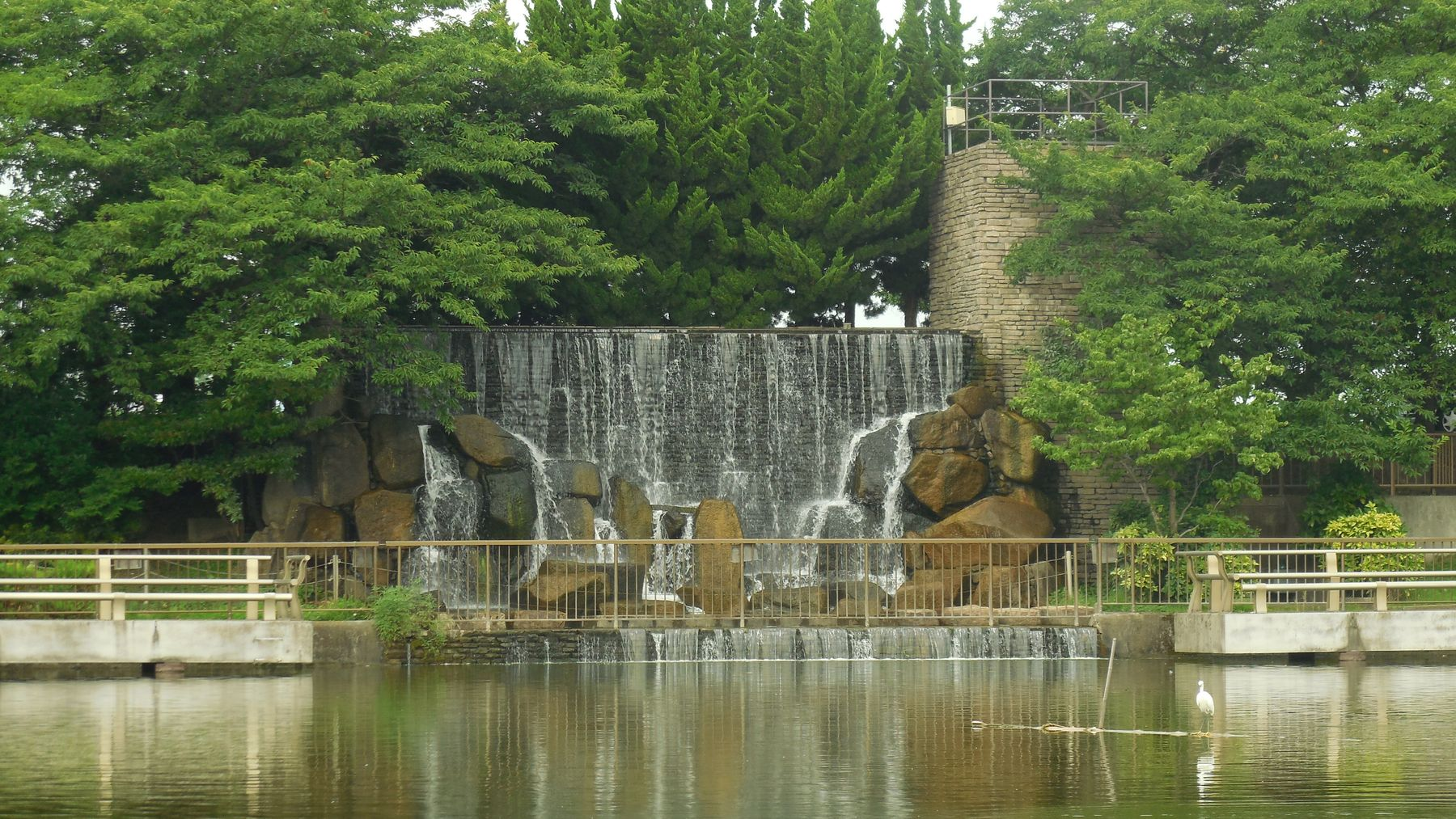
釣り人の姿も
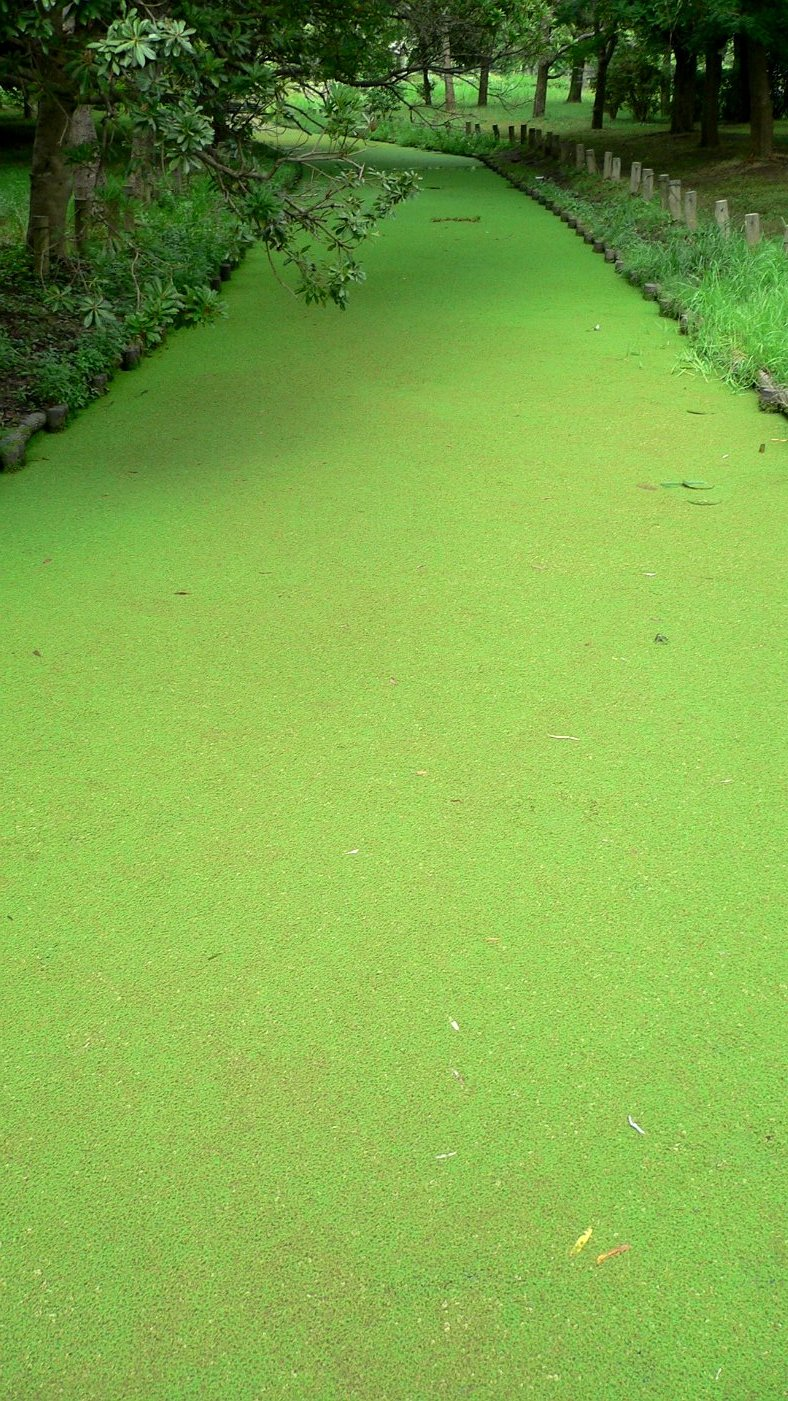
緑の藻に染まる溜池

## 水元公園（町名）
町名としての「水元公園」は、1981年の住居表示の実施により、当時の葛飾区水元小合上町、水元小合町、水元小合新町のそれぞれ一部より成立した。
丁目の設定がない単独町名である。郵便番号は、125-0034（集配局：葛飾新宿郵便局）。
全域を水元公園の敷地が占める。水元公園の敷地のうち、東側の一部エリアや三郷市エリアを除く区域に「水元公園」という町名が割り当てられている。
隣接する地域は、西は西水元、南は東水元・東金町、東は埼玉県三郷市高洲、北は埼玉県三郷市鷹野・戸ケ崎など。なお、隣接する三郷市との境界線は確定していない。葛飾区と三郷市の境界に小合溜（池）が存在するが、小合溜のどこに境界線を引くかで両者が対立している状態である。

### 事業所
2021年（令和3年）現在の経済センサス調査による事業所数と従業員数は以下の通りである。
| 町丁     | 事業所数 | 従業員数 |
| -------- | -------- | -------- |
| 水元公園 | 2事業所  | 28人     |

#### 事業者数の変遷
経済センサスによる事業所数の推移。
| 年                 | 事業者数 |
| ------------------ | -------- |
| 2016年（平成28年） | 3        |
| 2021年（令和3年）  | 2        |

#### 従業員数の変遷
経済センサスによる従業員数の推移。
| 年                 | 従業員数 |
| ------------------ | -------- |
| 2016年（平成28年） | 33       |
| 2021年（令和3年）  | 28       |